# Friedrich Dannenmann

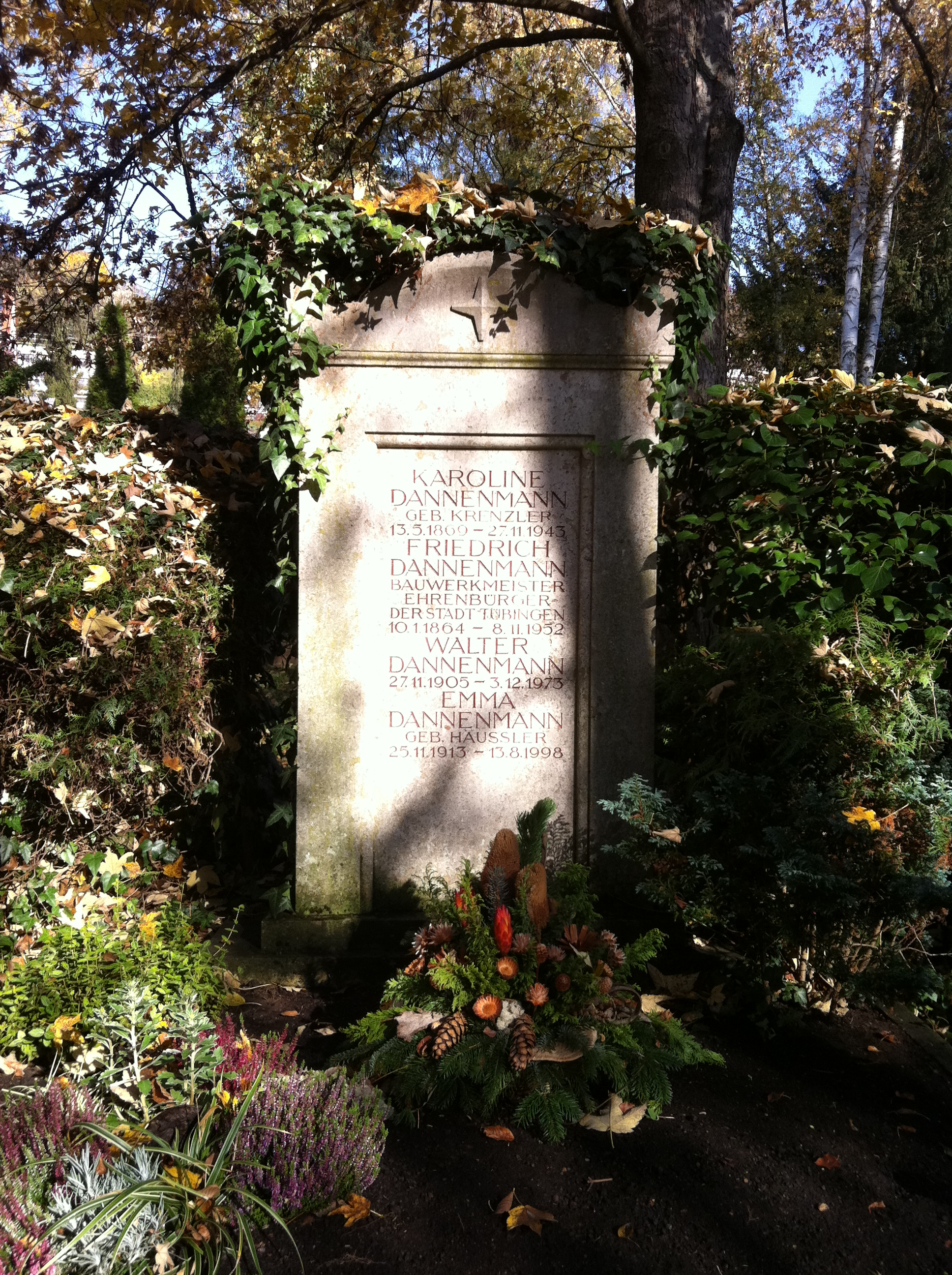
Friedrich Dannenmanns Grabstein auf dem Tübinger Stadtfriedhof

Friedrich Dannenmann (* 10. Januar 1864 in Tübingen; † 8. November 1952 ebenda) war ein deutscher Baumeister, Bauunternehmer und Kommunalpolitiker.
Dannenmann war Enkel von Johann Jakob Dannenmann, der das Baugeschäft Dannenmann 1828 gründete und zum politischen Umfeld von Ludwig Uhland gehörte.
Auch Friedrich Dannenmann engagierte sich frühzeitig politisch und war, der Familientradition folgend, zusammen mit Politikern wie Friedrich von Payer oder Theodor Liesching auf Wahlreisen unterwegs.
Im Alter von 32 Jahren wurde er in den Bürgerausschuss seiner Heimatstadt gewählt, später saß er über 24 Jahre im Tübinger Gemeinderat. Von 1914 bis 1918 wurde er von diesem mit der Vertretung des Oberbürgermeisters beauftragt, was für damalige Zeiten als ein Zeichen besonderen Vertrauens angesehen wurde.
Für seine langjährige Tätigkeit als Tübinger Stadtrat (er gehörte der DDP an) wurde Dannenmann am 27. Oktober 1952 die Ehrenbürgerwürde der Stadt Tübingen verliehen. Er war damit die fünfte Persönlichkeit in der Tübinger Stadtgeschichte, der diese Ehre zuteilwurde. Eine Straße in der Tübinger Weststadt ist nach ihm benannt.
Dannenmann war mit seinem Unternehmen an Baumaßnahmen wie dem Bau des Uhlandbads, der Errichtung zahlreicher Verbindungshäuser, Schulen, des Wasserwerks, des Elektrizitätswerks sowie der Korrektur des Neckars auf Tübinger Stadtgebiet beteiligt.